# Santa Lúcia (Paraná)
Santa Lúcia ist ein brasilianisches Munizip im Südwesten des Bundesstaats Paraná. Es hat 4.575 Einwohner (2022), die sich Santalucienser nennen. Seine Fläche beträgt 129 km². Es liegt 438 Meter über dem Meeresspiegel.

## Etymologie
Orlando Luiz Zamprônio, Holzaufkäufer aus Capanema, pflanzte damals im abgeholzten Wald Palmen zur Gewinnung von Palmherzen. Eines Tages verletzte er sich an einem Bambuszweig am Auge. Er hatte sich gebückt, um Wasser aus einer Quelle zu trinken. Es gab weder Apotheke noch Krankenhaus am Ort, man  konnte sich nur auf den Glauben verlassen. So rief er die Heilige Lucia an und gelobte, den Ort nach ihr zu benennen.

## Geschichte

### Besiedlung
Am 26. Dezember 1960 transportierte der Umzugsunternehmer Dinarte Tibes aus Campos Novos (Santa Catarina) das Umzugsgut einer Familie durch den Südwesten von Paraná. Er sah im Gebiet von Santa Lúcia eine Chance für sich und seine Familie. Er tauschte seinen LKW gegen 150 Alqueire (360 Hektar) Land. Die Saat für die Ansiedlung in Santa Lúcia war gelegt. Weitere Siedler aus Rio Grande do Sul und Santa Catarina kamen wegen der guten landwirtschaftlichen Böden hierher, um sich eine Landwirtschaft aufzubauen.
Mitte 1963 holte Dinarte Thibes seine Familie nach. Sie hatten ebenso wie andere Familien zunächst viele Probleme mit Posseiros (Landbesetzern) und den Aufsehern der Regierung.
Die erste Messe in der Ortschaft wurde am 30. August 1963 vor der kleinen Kapelle gefeiert, die in der Ortschaft errichtet wurde.
Der Bau der Straße von Santa Lúcia nach Capitão Leônidas Marques wurde privat finanziert.

### Erhebung zum Munizip
Santa Lúcia wurde durch das Staatsgesetz Nr. 9.243 vom 9. Mai 1990 aus Capitão Leônidas Marques ausgegliedert und in den Rang eines Munizips erhoben. Es wurde am 1. Januar 1993 als Munizip installiert.

## Geografie

### Fläche und Lage
Santa Lúcia liegt auf dem Terceiro Planalto Paranaense (der Dritten oder Guarapuava-Hochebene von Paraná). Seine Fläche beträgt 129 km². Es liegt auf einer Höhe von 438 Metern.

### Vegetation
Das Biom von Santa Lúcia ist Mata Atlântica.

### Klima
Das Klima ist gemäßigt warm. Es werden hohe Niederschlagsmengen verzeichnet (1869 mm pro Jahr). Im Jahresdurchschnitt liegt die Temperatur bei 21,2 °C. Die Klimaklassifikation nach Köppen und Geiger lautet Cfa.

### Gewässer
Santa Lúcia liegt im Einzugsgebiet des Iguaçu. Der Rio Andrada bildet die östliche Grenze des Munizips. Weitere Flüsse und Bäche sind der Rio Monteiro, der Rio Santa Lúcia, der Córrego São Pedro, der Córrego São Valentim und der Córrego Quarto.

### Straßen
Santa Lúcia ist über die BR-163 mit Cascavel im Norden und mit Capitão Leônidas Marques verbunden.

### Nachbarmunizipien
|  | Lindoeste                                   |                        |
|  | Kompassrose, die auf Nachbargemeinden zeigt | Boa Vista da Aparecida |
|  | Capitão Leônidas Marques                    |                        |

## Stadtverwaltung
Bürgermeister: Renato Tonidandel, MDB (2021–2024)
Vizebürgermeister: Jaury Antonio Scariot, PDT (2021–2024)

## Demografie

### Bevölkerungsentwicklung
| Jahr | Einwohner | Stadt | Land |
| ---- | --------- | ----- | ---- |
| 2000 | 4.126     | 53 %  | 47 % |
| 2010 | 3.925     | 65 %  | 35 % |
| 2022 | 4.575     |       |      |

Quelle: IBGE, bis 2010: Volkszählungen und Volkszählung 2022

### Ethnische Zusammensetzung
| Gruppe * | 2000    | 2010    | wer sich als …                                                                   |
| --- | ------- | ------- | -------------------------------------------------------------------------------- |
| Weiße | 77,2 %  | 72,6 %  | weiß bezeichnet                                                                  |
| Schwarze | 3,4 %   | 1,3 %   | schwarz bezeichnet                                                               |
| Gelbe | 0,1 %   | 0,4 %   | von fernöstlicher Herkunft wie japanisch, chinesisch, koreanisch etc. bezeichnet |
| Braune | 19,1 %  | 25,7 %  | braun oder als Mischung aus mehreren Gruppen bezeichnet                          |
| Indigene | 0,1 %   | 0,0 %   | Ureinwohner oder Indio bezeichnet                                                |
| ohne Angabe | 0,1 %   | 0,0 %   |                                                                                  |
| Gesamt | 100,0 % | 100,0 % |                                                                                  |
| *) Das IBGE verwendet für Volkszählungen ausschließlich diese fünf Gruppen. Es verzichtet bewusst auf Erläuterungen. Die Zugehörigkeit wird vom Einwohner selbst festgelegt. |         |         |                                                                                  |

Quelle: IBGE (Stand: 1991, 2000 und 2010)

## Wirtschaft

### Kennzahlen
Mit einem Bruttoinlandsprodukt pro Einwohner von 30.455,26 R$ bzw. rund 6.800 € lag Santa Lúcia 2019 an 172. Stelle der 399 Munizipien Paranás.
Sein mittelhoher Index der menschlichen Entwicklung von 0,687 (2010) setzte es auf den 277. Platz der paranaischen Munizipien.